# 埃姆利斯希爾 (新澤西州)
埃姆利斯希爾（英語：Emleys Hill）是位於美國新澤西州蒙茅斯縣的非建制地區。

## 地理
埃姆利斯希爾所處的海拔為高於海平面57米（即187英呎），而該地所採用的時區為UTC-5，即北美东部时区（EST）。同時該地設有夏令時間，為UTC-5調快一小時，即UTC-4（EDT）。